# Melissodes melanura
Melissodes melanura är en biart som först beskrevs av Cockerell 1916.  Melissodes melanura ingår i släktet Melissodes och familjen långtungebin. Inga underarter finns listade i Catalogue of Life.